# کیان پیرفلک
کیان پیرفلک (۲۱ خرداد ۱۳۹۲ – ۲۵ آبان ۱۴۰۱) کودک ۹ سالهٔ ایرانی ساکن ایذه در خوزستان بود که در شامگاه ۲۵ آبان ۱۴۰۱، در پی حمله به بازار ایذه، در جریان خیزش ۱۴۰۱ ایران، در حالی‌که با والدین و برادر خردسالش در خودرو در راه بازگشت به خانه خود در ایذه بودند، هدف گلوله مأموران حکومتی نظام جمهوری اسلامی ایران قرار گرفت و کشته شد. گفته شده این کودک آرزو داشت مهندس رباتیک شود. منابع نزدیک به نظام او را قربانی حمله تروریستی معرفی کردند. کشته شدن او موجی از واکنش را در فضای مجازی و در میان چهره‌ها برانگیخت. مراسم خاک‌سپاری او در ۲۷ آبان با حضور گستردهٔ مردم ایذه و با شعارهایی علیه نظام جمهوری اسلامی و سید علی خامنه‌ای برگزار شد.

## کشته شدن
در یک ویدئوی منتشرشده که جسد خونین کیان پیرفلک دیده می‌شود، «یکی از نزدیکان او» دربارهٔ نحوه کشته شدنش می‌گوید که این کودک در خودروی پدرش در حال عبور از خیابان بوده که از چهار طرف مورد اصابت «گلوله نیروهای امنیتی جمهوری اسلامی» قرار گرفت و کشته شد. همچنین یک منبع نزدیک به خانواده کیان پیرفلک به بی‌بی‌سی فارسی گفت خانواده پیرفلک در خودروی خود به جمع مأموران برمی‌خورد و آنها خودرو را به رگبار بستند.
اما رسانه‌های وابسته به حکومت مانند خبرگزاری فارس، تسنیم، ایرنا و مشرق‌نیوز اعلام کردند این رخداد «حادثه‌ای تروریستی» است که توسط داعش برنامه‌ریزی شده‌است. خبرگزاری تسنیم وابسته به سپاه پاسداران، گفت‌وگو با فردی را منتشر کرده که گفته می‌شود دایی کیان است. او تأیید کرده که کیان در حال رفتن به خانه بوده و کشته شده‌است. صدا و سیمای جمهوری اسلامی نیز با «شهید» خواندن کیان پیرفلک، به نقل از دایی‌اش مدعی شد این کودک «موقع رفتن به منزل دچار حمله تروریستی شد».
ماه‌منیر (زینب) مولایی‌راد مادر کیان پیرفلک، در مراسم خاکسپاری او روایت مقام‌های جمهوری اسلامی از کشتار در ایذه را زیر سؤال برد و آنها را به دروغگویی متهم کرد و گفت «خود لباس‌شخصی‌ها» خودروی آن‌ها را در زمان عبور از خیابان «به رگبار بستند». به گفته مادر کیان پیرفلک، سه نفر از نیروهای لباس‌شخصی ماشین آنها را در مقابل ساختمان هلال احمر شهر ایذه به رگبار بستند. مادر کیان گزارش می‌کند که مأموران به آنها توصیه کردند که به سمت «اغتشاش‌گران» نروند و پس از دور زدن ماشین، ماشین را به رگبار بستند.
انتشار سخنان مادر کیان در شبکه‌های اجتماعی از جمله توئیتر باعث شد تا روایت رسمی در مقابل روایت مادر رنگ ببازد و روایت او غالب شود. سجاد پیرفلک، عموی کیان، در گفت‌وگو با روزنامه اعتماد تأکید کرد «وقتی مادر کیان آمده مقابل چند هزار نفر جزئیات ماجرا را تعریف کرده، حرف دیگری باقی نمی‌ماند.» حجت‌الله درویش‌پور، نماینده پیشین ایذه در مجلس شورای اسلامی، نیز با استناد به روایت مادر گفت پس از تیراندازی به سوی خودرو، همان کسانی که تیراندازی کردند کیان و پدرش را به ساختمان هلال‌احمر که محل استقرار نیروهای بسیج و انتظامی بوده منتقل کردند.
صادق زیباکلام در یادداشت انتقادی در روزنامه جهان صنعت با عنوان «چه کسی کیان را کشت»، به مقایسه گفته‌های مادر کیان پیرفلک از یک سو و مقامات جمهوری اسلامی از سوی دیگر پرداخته و گفت «بنده اگر پلیسی بودم که دنبال اصل ماجرا و قاتل می‌گشتم حتماً سخنان مادر کیان را باور می‌کردم.» جهان صنعت در ۳۰ آبان و دو روز پس از انتشار این یادداشت توقیف شد.
به گزارش عصر ایران، مادر او گفته‌است که احتمالاً مأموران فکر می‌کرده‌اند که خطری از ما متوجه آنهاست. در فیلم دیگری که از جانب رسانه‌های حکومتی منتشر شده‌است، مادر کیان، پیج خود را از دسترس خود خارج عنوان می‌کند و پسر خود را «شهید» می‌خواند. برخی رسانه‌ها این فیلم را اعتراف اجباری از مادر او دانسته‌اند.

### خاکسپاری

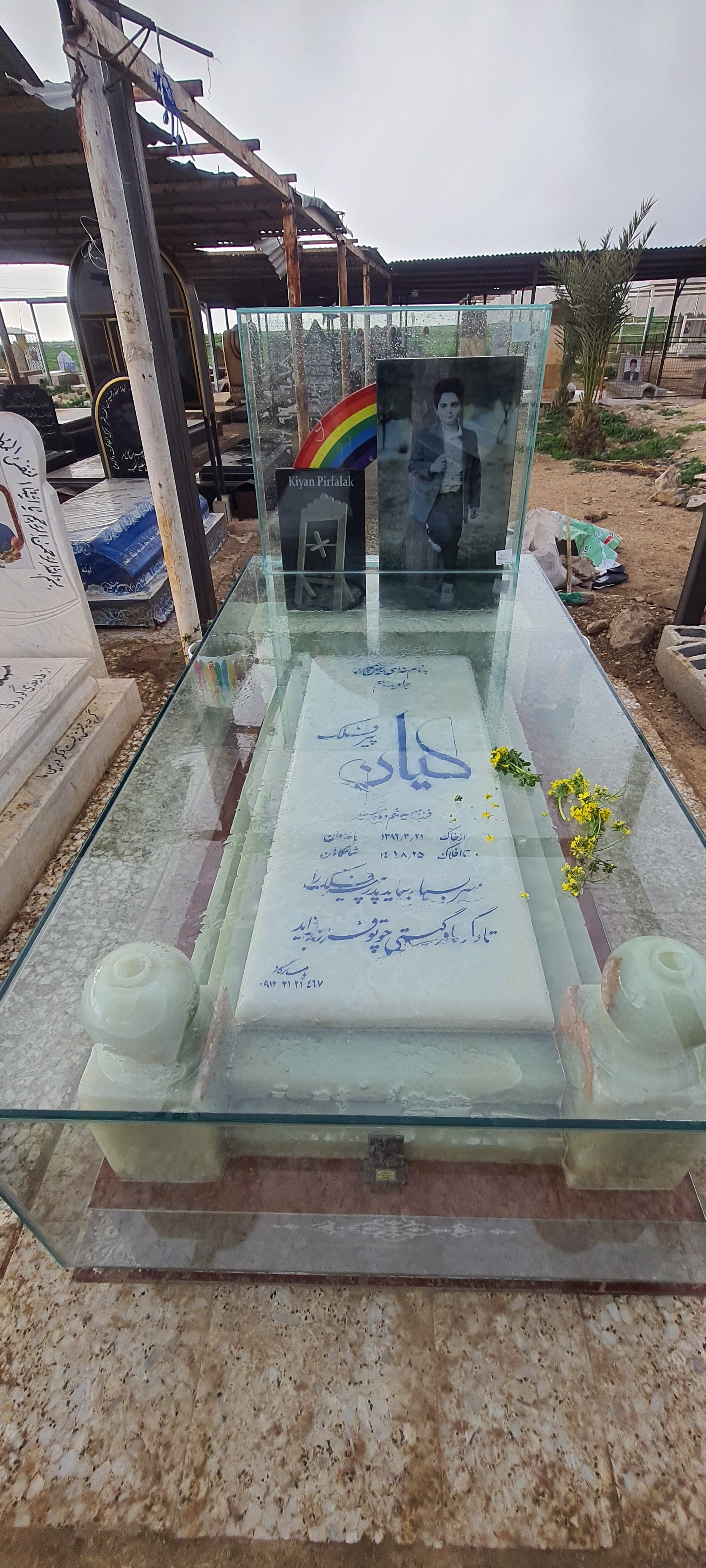
آرمگاه کیان پیرفلک در پرچستان گورویی

خانواده کیان پیرفلک از ترس ربوده شدن پیکر او به دست نیروهای امنیتی، در شب حادثه تصمیم گرفتند از انتقال او به سردخانه خودداری کنند و جسد او را در کیسه‌های یخ به خانه منتقل کردند.
مراسم خاکسپاری او با حضور گسترده معترضان در روز جمعه ۲۷ آبان ۱۴۰۱ برگزار شد. در این تجمع معترضان شعار «مرگ بر خامنه‌ای» و «بختیاری رسم نماز نداره» سر دادند. در این مراسم، مردم عکس هادی بهمنی، کودک کارگر ۱۷ ساله‌ای که در جریان اعتراضات تیرماه ۱۴۰۰ ایذه به‌دست نیروهای امنیتی کشته شد را در دست داشتند و شعار «امروز روز آزادی‌ست، جای بهمنی خالی‌ست» سر می‌دادند.

مادر کیان در مراسم خاکسپاری شعری علیه خامنه‌ای خواند که به سبک شعر کودکانه معروف ایرانی گفته شده‌است: 
«اَتَل متل توتوله، آسِدعلی چه‌جوره؟ یه ریش داره تا سینه، سینهٔ پُر زِ کینه؛ قلبش مثالِ سنگه، حرف‌هاش همه جفنگه»

### مراسم چهلم
مراسم چهلم پیرفلک در روز دوشنبه ۵ دی برگزار شد. خانوادهٔ او، اعلامیهٔ برگزاری این مراسم را قبلاً منتشر و محل آن را بر سر مزارش، واقع در پرچستان گورویی تعیین کردند. در این مراسم شمار کثیری از مردم به‌رغم جو شدید امنیتی شرکت کردند. معترضان حاضر در مراسم شعار «مرگ بر خامنه‌ای»، «چه با حجاب چه بی‌حجاب می‌ریم به سوی انقلاب» و همچنین «از ایذه تا کردستان جانم فدای ایران» سر دادند. بر سنگ مزار او علاوه بر جمله «به نام خدای رنگین کمان» بیت زیر از غزل سعدی حک شد.
| صبر بسیار بباید پدر پیر فلک را |  | تا دگر مادر گیتی چو تو فرزند بزاید |

در جریان مراسم چهلم پیرفلک در روستای پرچستان گورویی مردم از مجاهد کورکور حمایت کردند و با شعارهایی نسبت به اجرای حکم اعدام او هشدار دادند.

## خانواده

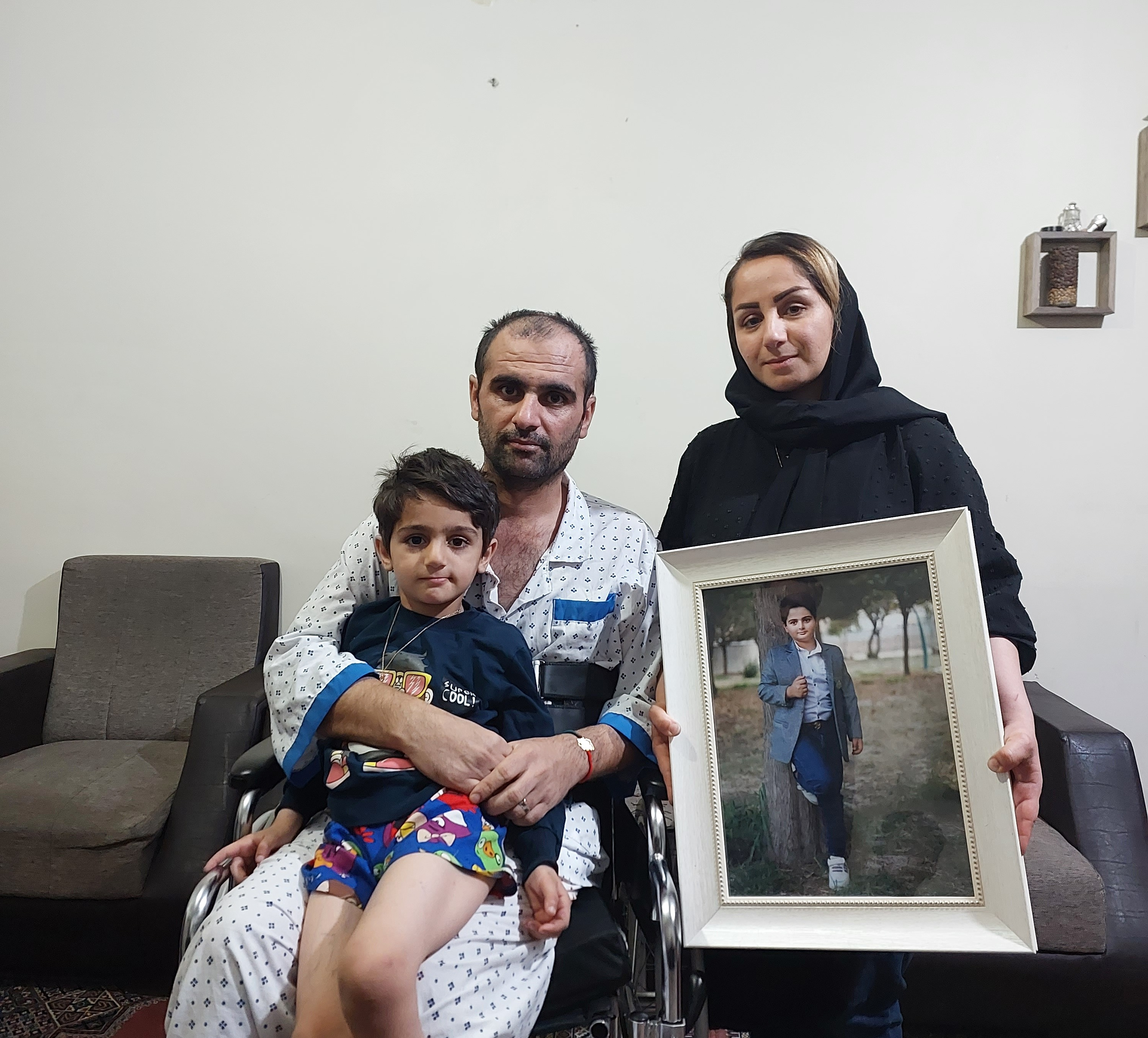
میثم پیرفلک (پدر کیان)، زینب مولایی‌راد (مادر کیان) و رادین پیرفلک (برادر کیان)

میثم پیرفلک، پدر کیان، همزمان با فرزندش در خودرو خود هدف شلیک مستقیم نیروهای امنیتی قرار گرفت و به‌دلیل شدت جراحات از ایذه به بیمارستانی در اهواز منتقل شد و تا چهل روز از کشته شدن فرزندش مطلع نبود. او در این مدت با مشکلاتی از جمله گسترش عفونت در بدن و بیماری مننژیت روبه‌رو و دچار آسیب نخاعی شد و برای مداوایش چندین عمل جراحی انجام شد. او بعد از ۶۰ روز بستری بودن در بیمارستان‌های اهواز و تهران، از بیمارستان عرفان تهران ترخیص شد.
در فروردین ۱۴۰۲ و بعد از اینکه دادگاه انقلاب شهرستان ایذه در استان خوزستان ایران، عباس کورکوری را به اتهام قتل کیان پیرفلک محاکمه و به اعدام محکوم کرد. میثم پیرفلک در ویدئویی که در اینستاگرام منتشر شد، کشته‌شدن فرزندش را به «نیروهای امنیتی به فرماندهی عیدی علیپور» منتسب کرد که به طرف آن‌ها تیراندازی کردند.
زینب مولایی‌راد، مادر کیان، دبیر گرافیک و معلم رسمی با پنج سال سابقه کار در آموزش و پرورش ایذه بود که بعد از کشته‌شدن کیان از حضور در محل کارش در هنرستان فاطمیه ایذه منع شد. پویا مولایی‌راد، پسر عموی او بود که ۲۱ خرداد ۱۴۰۲ در روستای پرچستان و در مراسم دهمین سالگرد تولد کیان پیرفلک توسط مأموران امنیتی کشته شد.
بعد از حوادث مراسم ده سالگی کیان، خانواده‌های پیرفلک و مولایی‌راد به شدت تحت فشار نیروهای امنیتی جمهوری اسلامی قرار گرفتند. ۲۵ خرداد گزارش‌هایی دربارهٔ محاصره خانه پیرفلک و حبس خانگی ماه‌منیر مولایی‌راد و میثم پیرفلک منتشر شد و سجاد پیرفلک، عموی دادخواه کیان، در ۲۷ خرداد ۱۴۰۲ به دست نیروهای امنیتی جمهوری اسلامی بازداشت شد.

### مراسم ۱۰ سالگی کیان
ایرانیان شنبه ۲۰ خرداد ۱۴۰۲ همزمان با زادروز کیان با تجمع در ده‌ها شهر جهان یاد و خاطره او را گرامی داشتند. ماه‌منیر مولایی‌راد، مادر دادخواه کیان پیرفلک، ویدیویی منتشر کرد از تولد سال گذشته فرزندش و تولد امسال او که با حضور جمعی از کودکان در ایذه و کنار آرامگاه کیان برگزار شد. او در صفحه اینستاگرامش خطاب به کیان نوشت «به نام خدای رنگین کمان، کیان جانم، تولد داریم، تولدی جهانی. تولد تو، اما تو نیستی. این بدترین دردی است که یک مادر می‌تواند تجربه کند؛ دردی که تا پایان عمر هر لحظه قلبم رو می‌سوزاند. زادروزت خجسته باد عزیزم.»
چند روز قبل از مراسم، مادر کیان از حمله مأموران و ضبط یادگاری‌هایی که برای مراسم تولد فرزندش آماده کرده بود خبر داد. جمعی از مادران دادخواه شهر ایذه نیز به مناسبت تولد کیان در منزل او حضور یافتند و یاد کیان را گرامی داشتند.

## خدای رنگین‌کمان
فیلم کوتاهی از کیان در حالی که قایق دست‌ساز خود را برای جشنواره دانش‌آموزی جابر بن حیان آزمایش می‌کند و کلامش را با عبارت «به نام خدای رنگین‌کمان» شروع می‌کند، در شبکه‌های اجتماعی بازتاب گسترده‌ای پیدا کرد و با واکنش زیادی رو به رو شد. مصرع «به نام خداوند رنگین‌کمان»، شعری از «محمود پوروهاب» است که در کتاب فارسی دبستان قرار دارد، این مصرع تبدیل به مطلع بسیاری از متن‌هایی شد که در غم ازدست دادن این کودک نوشته شد.
در واکنش به این ویدئو علیرضا عصار، اجرایی از شعر «خداوند رنگین‌کمان» را به همراه هشتگ کیان پیرفلک منتشر کرد، باشگاه فوتبال آ.اس. رم ایتالیا، در توییتی با نوشتن «به نام خدای رنگین کمان…» و تصویری از رنگین کمان بر فراز ورزشگاه المپیک رم به کشته شدن کیان پیرفلک در اعتراضات واکنش نشان داد. و همچنین احسان حاج‌صفی، کاپیتان تیم ملی فوتبال ایران، کنفرانس مطبوعاتی قبل از بازی با تیم ملی فوتبال انگلیس در جام جهانی فوتبال ۲۰۲۲ را با عبارت «به نام خدای رنگین‌کمان» آغاز کرد. حجت پارسا، رئیس دانشکده اقتصاد دانشگاه خلیج فارس، در نامه‌ای که با «به نام خدای رنگین‌کمان» شروع می‌شد، استعفای خود را اعلام کرد.

## واکنش‌ها

### چهره‌ها
به دنبال کشته شدن کیان پیرفلک، حامد اسماعیلیون نماینده انجمن خانواده‌های جان‌باختگان هواپیمای اوکراینی برای جلوگیری از اعدام جوانان در شهرهای مختلف ایران به همراه خانواده‌های کشته‌شدگان آبان خونین ۹۸ برای روز شنبه ۲۸ آبان در سراسر دنیا فراخوان تجمع داد.
کشته شدن کیان موجی از واکنش را در میان کاربران توییتر و اینستاگرام و چهره‌ها برانگیخت. شقایق فراهانی به تندی به صندوق کودکان سازمان ملل اعتراض کرد و یونیسف را متهم به سکوت کرد. رخشان بنی اعتماد با انتشار ویدئویی که در آن حجاب ندارد و با چشمانی گریان گفت: «ولی خشونت شما پایان و مرزی نداره. سرتاسر این سرزمین خون جوونا و بچه‌ها مثل گنجشکای پرپر شده همه‌جا ریخته. صبر تا کی؟ طاقت تا کجا؟ حکومت بر ملتی داغدار و داغ دیده و زخم خورده و بی سلاح و بی جواب، چه فضیلت و ارزشی داره؟ امیدوارم اگه خون این همه جوون در طول همه این سال‌ها شما رو به خودتون نیاورده، مرگ کیان ۹ ساله معصوم تا ابد خواب رو از چشماتون بگیره»
هنگامه قاضیانی در متنی احساسی به «قتل» ۵۲ کودک اعتراض کرد و گفت: «از ظلم به بچه‌های فلسطین گفتید؛ اما به نام حکومت بچه‌کش، نام‌تان در تاریخ ثبت شد. ۵۲ کودک را در زمانی کوتاه به قتل رساندید.» عارف غلامی، فوتبالیست استقلال به کشته شدن کودکان و زنان در اعتراضات واکنش نشان داد. صابر ابر، بازیگر شعری برای او سرود. اصغر فرهادی، فیلم‌ساز نوشت: «خون این کودکان پاک، دامن آلوده‌تان را خواهد گرفت» علی کریمی، فوتبالیست سابق تیم ملی ایران در توئیتی نوشت: «کیان! ایران رو پس می‌گیریم». یاشار سلطانی، خبرنگار و نیز شهاب حسینی، سینماگر، هم واکنش نشان دادند.
محسن چاوشی خواننده و آهنگساز نوشت: «ای خوزستان! حالا نوبت به کودکانت رسیده‌است…! پسرم! رنگین‌کمان خواستی، گلوله‌ای به جسم نازکت دوختند…» کتانه افشارنژاد، بازیگر سینما و تلویزیون، در واکنش به خبر کشته‌شدن کیان پیرفلک، در حساب کاربری خود در اینستاگرام ویدیویی بدون حجاب اجباری منتشر کرد و گفت «باید قالب قالب یخ بگذاریم روی قلب‌هایمان تا آروم بگیریم، بس کنید این کشت و کشتار را»
پس از آنکه شبکه پنج صدا و سیمای جمهوری اسلامی در برنامه مسابقه تلفنی، ویدیویی از کیان پیرفلک پخش کرد و این اقدام، موجب گریه کیمیا گیلانی، مجری این برنامه شد، گیلانی با انتشار این ویدیو و پستی در صفحه اینستاگرامش از اجرا در صداوسیما کناره‌گیری کرد.

### مردم
حاضران در مراسم خاک‌سپاری کیان پیرفلک شعار دادند: «قسم به خون کیان، ایستاده‌ایم تا پایان»، «مرگ بر خامنه‌ای»، «بسیجی، سپاهی، داعش ما شمایی». کلمه «خدای رنگین‌کمان» ترند شد و معترضان در اعتراضات شبانه محله لویزان تهران در ۲۶ آبان شعار «خدای رنگین‌کمون، کشتند بچه‌هامون» سر دادند. تصاویری که از اعتراضات روز جمعه زاهدان منتشر شده حاکی از گرامیداشت کیان پیرفلک، در زاهدان است.
شماری از دانشجویان دانشگاه علم و صنعت با گذاشتن تعدادی قایق کاغذی در محل گذر آب، یاد کیان را گرامی داشتند.

### حکومت ایران و رسانه‌هایش
خبرگزاری جمهوری اسلامی (ایرنا) نیز به نقل از علی‌رضا نجفی، مدیر روابط عمومی دانشگاه علوم پزشکی جندی شاپور اهواز، اسم کیان پیرفلک را جزو «شهدای اقدام تروریستی» در ایذه اعلام کرد. همچنین خبرگزاری تسنیم در خبری، به بررسی گفته‌های مادر کیان پرداخته‌است. در این گزارش، تسنیم مدعی است که دو تعارض در گفته‌های مادر او برای تشریح حادثه وجود دارد. خبرگزاری عصر ایران نیز با توجه به آنچه که «التهاب ملی در پرونده سیاسی-عاطفی» می‌خواند، از رئیس قوه قضاییه درخواست کرد تا شخصاً به این پرونده ورود کند و ابعاد آن را به صورت مستند، مشخص نماید.
به گزارش خبر آنلاین، پلیس ایران مدعی شد که در پی حادثه ایذه، ۱۱ نفر را دستگیر کرده‌است.
بعد از افشاگری مادر کیان دربارهٔ عوامل قتل پسرش، رسانه‌ها و حامیان حکومت در ایران، با توهین و افترا به او حمله کردند.

### بین‌المللی
یونیسف، صندوق حمایت از کودکان سازمان ملل متحد، پس از کشته‌شدن کیان پیرفلک و در آستانه روز جهانی کودک در گزارشی به خشونت علیه کودکان در خاورمیانه و ایران پرداخت. یونیسف نگرانی خود از گزارش‌های مربوط به کشته‌شدن، زخمی‌شدن و بازداشت کودکان در ایران را ابراز کرده و نیز اعلام کرد که حدود ۵۰ کودک در ناآرامی‌های سراسری در ایران، جان خود را از دست دادند. یونیسف تصریح کرد: «آخرین مورد از چنین تلفات وحشتناکی، کیان ۱۰ ساله بود که در حالی که با خانواده‌اش در خودرو بود به ضرب گلوله کشته شد.» و نیز تأکید کرد: «این وحشتناک است و باید متوقف شود.»
جیک سالیوان، مشاور امنیت ملی کاخ سفید، در توییتی با خانواده کیان پیرفلک همدردی کرد. آنجلینا جولی با اشاره به قتل کودکان ایرانی گفت: «کودکان حق دارند صدایی داشته باشند.»